# 신화망한국채널
신화망한국채널(新华网韩国频道)은 중국 국영언론사인 신화통신사가 주관하는 신화망(新华网,Xinhuanet)에 속한 한국채널이다. 신화망한국채널은 2015년 10월 1일 개통되었으며, 박근혜 대통령이 중국을 방문하면서 기획된 채널이다. 신화망한국채널은 한반도에서 일어나는 모든 소식 및 한반도와 관련된 사건을 중국 네티즌들이 접할 수 있도록 중문으로 제공하는 채널이다. 신화망한국채널은 한국의 정치, 외교, 경제, 사회, 문화 등을 중점으로 보도하고, 이 외에도 한중무역, 인문, 엔터테인먼트, 패션&뷰티, 여행, 유학 등에 관한 소식도 전달한다.

## 역사
- 2015년 10월 1일 - 신화망한국채널 웹사이트 오픈
- 2015년 11월 24일 - 신화망한국채널 정식개국[2]

## 신화망한국어판
신화망은 신화망한국어판(新华网韩国语频道)을 통해서 중국의 정치, 경제, 사회, 문화 등의 소식들을 한국어로 변역하여 기사를 보도한다.
신화망 한국어판은 2014년 4월 21일 정식으로 개통됐다. 
신화망 한국어판은 “정치”, “경제”, “사회”, “문화”, “국제”, “중한교류”, “오피니언” 등 뉴스 코너와 “신화경제주간”, “관광”, “중국의 조선족”, “생생중국어”, “신화자료” 등 정보 서비스 코너를 개설하여 문자, 사진, 영상을 포함한 각종 미디어로 한국어 사용자들에게 중국 경제와 사회 건설에서 이룩한 성취, 중국 각 영역에 관한 중요 뉴스와 정보, 그리고 중국과 동북아시아 각 나라 간의 교류 및 민간 활동을 전면적으로 소개한다.
신화망 한국어판의 기사 발부량은 일평균 100여 편, 기사 전재율은 80%가 넘어 방문자수는 꾸준한 상승세를 보이고 있다.
한편, 신화망(新華網)은 중국 신화통신사가 창설한 중국 중점 뉴스 사이트로 현재 중국어 , 영어, 프랑스어, 스페인어, 러시아어, 아랍어, 일본어, 한국어, 독일어 등 각종 언어로 매일 24시간 끊임없이 전 세계에 뉴스 정보를 발부하고 있다.